# Joanna Merlin
Joanna Merlin, geboren als Joann Ratner (Chicago, 15 juli 1931 – Los Angeles, 15 oktober 2023) was een Amerikaanse actrice en filmproducent.

## Biografie
Merlin begon op elfjarige leeftijd met acteren in lokale theaters. Zij heeft gestudeerd aan de universiteit van Californië in Los Angeles.
Merlin was van 1950 tot en met 1955 getrouwd en vanaf 1964 was zij opnieuw getrouwd en heeft hieruit twee kinderen.
Ze overleed op 92-jarige leeftijd.

## Filmografie

### Films
- 2017 Active Adults - als Miriam
- 2010 Elle s'appelait Sarah – als Mme Rainsferd
- 2008 The Wackness – als oma Shapiro
- 2007 The Invasion – als Joan Kaufman
- 2003 Just Another Story – als Sadie
- 2001 The Jimmy Show – als Emily
- 1999 Witness Protection – als moeder van Cindy
- 1999 Black and Blue – als Ann Benedecto
- 1998 City of Angels – als Teresa Messinger
- 1996 MURDER and murder – als Doris
- 1995 Two Bits – als Guendolina
- 1993 Mr. Wonderful – als Loretta
- 1993 Love, Honor & Obey: The Last Mafia Marriage – als Rose Profaci
- 1991 In a Child's Name – als Frances Silvano
- 1991 A Marriage: Georgia O'Keeffe and Alfred Stieglitz – als Dolly Stieglitz
- 1991 Class Action – als Estelle Ward
- 1990 Murder in Black and White – als dr. Bromberg
- 1988 Mystic Pizza – als mrs. Arujo
- 1987 Prince of Darkness – als tassenvrouwtje
- 1984 The Killing Fields – als zus van Sydney Schanberg
- 1983 Jacobo Timerman: Prisoner Without a Name, Cell Without a Number – als ??
- 1983 Baby It's You – als mrs. Rosen
- 1982 Love Child – als mrs. Sturgis
- 1982 Soup for One – als moeder van Allan
- 1980 Fame – als mrs. Berg
- 1980 Nurse – als Nan Riley
- 1979 All That Jazz – als verpleegster Pierce
- 1978 The Last Tenant – als mrs. Farelli
- 1975 Hester Street – als huurbazin van Jake
- 1967 The Winter's Tale – als Paulina
- 1958 Weddings and Babies – als Josie
- 1956 The Ten Commandments – als dochter van Jethro

### Televisieseries
Uitgezonderd eenmalige gastrollen.
- 2000 – 2011 Law & Order: Special Victims Unit – als rechter Lena Petrovsky – 43 afl.
- 1992 – 1998 Law & Order – als Deidre Powell / Carla Bowman – 5 afl.
- 1996 – 1997 New York Undercover – als Carmella McNamara – 4 afl.
- 1987 Another World – als dr. Emily Cole - 2 afl.

## Theaterwerk opBroadway

### Productie
- 1987 – 1989 Into the Woods
- 1984 End of the World
- 1984 Play Memory
- 1982 A Doll's Life
- 1981 Merrily We Roll Along
- 1979 – 1983 Evita
- 1979 – 1980 Sweeney Todd
- 1978 – 1979 On the Twentieth Century
- 1977 – 1978 Side by Side bu Sondheim
- 1976 Pacific Overtures
- 1973 – 1974 A Little Night Music
- 1971 – 1972 Follies
- 1970 – 1972 Company

### Actrice
- 1982 Solomon's Child – als Liz
- 1981 The Survivor – als Zlatke
- 1973 Uncle Vanya – als Sofya Alexandrovna
- 1973 Shelter – als Gloria
- 1964 – 1972 Fiddler on the Roof – als Tzeitel
- 1961 Becket – als Gwendolen
- 1961 A Far Country – als Martha Bernays

- Biblioteca Nacional de España: XX5588172
- Bibliothèque nationale de France: cb14206260x (data)
- Gemeinsame Normdatei: 134681193
- International Standard Name Identifier: 0000 0000 0094 5806
- Library of Congress Control Number: n78031085
- MusicBrainz: 421c53fc-6265-4512-91be-981623d8931c
- Nationale Bibliotheek van Israël: 987007432926505171
- Nationale Bibliotheek van Polen: a0000002952894
- SNAC: w6mm97x1
- Système universitaire de documentation: 237232650
- Virtual International Authority File: 42051526
- WorldCat: E39PBJf4fVyCKmrvxR48hGD8YP